# Балют

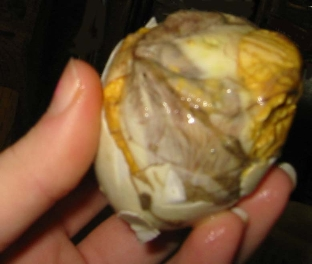
Готовый к употреблению балют

Балю́т (балу́т) (таг. Balut — обёрнутый вокруг чего-либо; вьет. Trứng vịt lộn, кит. 鴨仔蛋, кхмер. ពងទាកូន, paung tea kaun) — популярное блюдо восточной кухни, представляющее собой варёное утиное яйцо, в котором уже сформировался плод с оперением, хрящами и клювом. Употребляется в пищу в странах Юго-Восточной Азии (Вьетнам, Камбоджа, Лаос, Малайзия, Таиланд, южные провинции Китая), а в особенности на Филиппинах.
Блюдо считается исключительно мужским, так как ему приписываются свойства афродизиака и оно якобы воздействует на потенцию. Особенно подчёркиваются свойства околоплодного сока, который сохраняется в качественном балюте. Производство балюта на Филиппинах поставлено на индустриальную основу, рассматривается возможность поставок в Европу. Яйца употребляют в жареном виде с соевым соусом. По вкусу балют напоминает отварную говяжью печень, этот вкус имеют все части яйца и плода. При употреблении, как правило, сначала выпивают околоплодную жидкость, затем едят сам балют, посыпая смесью чёрного перца и соли; иногда балют также гарнируют пряными травами и листьями базилика.